# Acoblament inductiu ressonant

Esquema del sistema de transferència d'energia sense fil d'acoblament inductiu ressonant més bàsic. Això s'anomena tecnologia de 2a ressonància.

Diagrama del sistema d'alimentació sense fil inductiu ressonant "WiTricity" demostrat per l'equip del MIT de Marin Soljačić el 2007. Els circuits ressonants eren bobines de filferro de coure que ressonaven amb la seva capacitat interna (condensadors de punts) a 10 MHz. L'alimentació es va acoblar al ressonador del transmissor, i fora del ressonador del receptor al rectificador, mitjançant petites bobines que també servien per a la concordança d'impedància. En aquest sentit, els investigadors del MIT creuen que van descobrir una nova manera de transferir energia sense fil mitjançant túnels ressonants d'energia electromagnètica no radiativa.

L'acoblament inductiu ressonant o l'acoblament síncron de fase magnètica és un fenomen amb acoblament inductiu on l'acoblament es fa més fort quan ressona el costat "secundari" (que suporta càrrega) de la bobina poc acoblada. Un transformador ressonant d'aquest tipus s'utilitza sovint en circuits analògics com a filtre passabanda. L'acoblament inductiu ressonant també s'utilitza en sistemes d'alimentació sense fil per a ordinadors portàtils, telèfons i vehicles.
Diversos sistemes d'acoblament ressonant en ús o en desenvolupament per a curt abast (fins a 2 metres) sistemes elèctrics sense fil per alimentar ordinadors portàtils, tauletes, telèfons intel·ligents, robots aspiradores, dispositius mèdics implantats i vehicles com cotxes elèctrics, trens SCMaglev i vehicles de guia automàtica. Les tecnologies específiques inclouen:
- Electreó.
- WiTricity.
- Rezence.
- eCoupled.
- Enllaç d'energia ressonant sense fil (WREL).

Altres aplicacions inclouen:
- Transmissió de dades, com ara amb etiquetes RFID passives (per exemple, en un passaport) i targetes intel·ligents sense contacte.
- Transformador ressonant d'inversor CCFL que alimenta una làmpada fluorescent de càtode fred.
- Acobla les etapes d'un receptor superheterodí, on la selectivitat del receptor és proporcionada per transformadors sintonitzats en els amplificadors de freqüència intermèdia.[9]
- Fonts d'alta tensió (un milió de volts) per a la producció de raigs X.

La bobina de Tesla és un circuit transformador ressonant que s'utilitza per generar tensions molt elevades, i és capaç de proporcionar un corrent molt més alt que les màquines electroestàtiques d'alta tensió com el generador Van de Graaff. Tanmateix, aquest tipus de sistema irradia la major part de la seva energia a l'espai buit, a diferència dels moderns sistemes d'alimentació sense fil que malgasten molt poca energia.
Els transformadors ressonants s'utilitzen àmpliament en circuits de ràdio com a filtres de pas de banda i en fonts d'alimentació de commutació.